# Соколово (Харьковская область)
Соколо́во, до 1971 г. Соколов (укр. Соколове) — село,
Соколовский сельский совет,
Змиёвский район,
Харьковская область, Украина.
Код КОАТУУ — 6321785001. Население по переписи 2001 года составляло 1464 (660/804 м/ж) человека.
Являлось до 2020 года административным центром Соколовского сельского совета, в который, кроме того, входили сёла
Борочек Второй,
Виловка,
Глубокая Долина и
Гришковка.

## Географическое положение
Село Соколово находится на расстоянии 12 км от Змиёва на правом берегу реки Мжа, выше места впадения в неё реки Большая Виловка.
Русло реки извилистое, образует много лиманов и заболоченных озёр, в том числе озеро Колода, озеро Хворостяное (Хворостяного), озеро Комарова Яма.
Выше по течению на расстоянии в пяти км расположено село Колесники, ниже по течению на расстоянии в 5 км расположено село Водяховка, на противоположном берегу — село Миргороды.
В 6-и км расположены железнодорожные станции Платформа 16 км и Первомайский.
Через село проходит автомобильная дорога Т-2112.

## История
- Начало 1660-х— основано как слобода Соколов (укр. Соколів)[1].
- В 1732 году в селе было 197 дворов и проживало 839 мужчин (без женщин и детей).
- В 1940 году, перед ВОВ, в селе Соколово, располагавшемся на правом, юго-западном берегу Мжи, было 654 двора, православная церковь, сельсовет и 8 ветряных мельниц.[2]
- В марте 1943 года произошла советско-фашистская Битва при Соколово.
- В 1966 году посёлок назывался Соколов и его население составляло 1560 человек.
- 1971 — официально переименовано в село Соколово.

## Бой у Соколово
В боях за оборону села против немецко-фашистских войск принял боевое крещение 1-й батальон чехословацкой армии. 8-9 марта 1943 года батальон совместно с советскими войсками отражал многочисленные атаки танков и пехоты врага. В ходе боя было уничтожено около 300 солдат и офицеров противника, 19 танков и 6 бронетранспортёров. Потери батальона составили 112 бойцов и командиров погибшими, 106 — ранеными, понесли потери также советские части, сражавшиеся совместно с чехословаками.
За мужество и героизм 84 бойца батальона были награждены советскими орденами и медалями. Надпоручику Отакару Ярошу первому из иностранных граждан было присвоено звание Героя Советского Союза (посмертно). Ещё 87 бойцов получили чехословацкие ордена и медали.

## Известные уроженцы
- Воронько, Александр Григорьевич — Герой Советского Союза.
- Мищенко, Иван Васильевич — Герой Советского Союза.
- Филиппов Анатолий Ефимович — актер, режиссер, народный артист Украины, главный режиссер Закарпатского Академического Драматического Театра имени братьев Юрия-Августина Шерегиев, член НСТДУ.

## Экономика
- Маслобойня (работает непрерывно с 2016 года)
- Молочно-товарная ферма.
- Охотхозяйство.
- Теплицы.
- Производство строительных материалов.
- Производство древесной гранулы.

## Объекты социальной сферы
- Школа.
- Дом культуры.
- Музей.

## Религия
- Церковь Успения Пресвятой Богородицы УПЦ МП. Настоятель магистр богословия протоиерей Михаил Шульга[4].